# Уичито Тандер
«Уичито Тандер» (англ. Wichita Thunder) — профессиональная хоккейная команда, выступающая в Горном дивизионе Западной конференции ECHL. Базируется в городе Уичито, штат Канзас, США. «Тандер» являются филиалом «Сан-Хосе Шаркс» в ECHL.

## История
Команда играла в Центральной хоккейной лиге (CHL) с 1992 по 2014 год. С сезона 2014–15 команда выступает в ECHL.

## Достижения
CHL
- Чемпион CHL (2): 1994, 1995;
- Финалист CHL (2): 1998, 2012;
- Победители регулярного сезона (3): 1993–94, 1994–95, 2011–12;